# Dušan Pešić
Dušan Pešić, srbski general, * 25. januar 1873, † 27. februar 1957.

## Življenjepis
Sodeloval je v obeh balkanskih vojnah in prvi svetovni vojni. Po vojni je bil vojaški poslanik v Italiji, redni profesor na Vojaški akademiji, pomočnik poveljnika armadne oblasti, član Vojaškega sveta,...